# Fiji Rugby Union
La Fiji Rugby Union es la asociación reguladora del rugby en Fiyi. La unión está afiliada a World Rugby, ente mundial del deporte, y a Oceania Rugby, el continental.

## Reseña histórica
- En 1913 se fundó la Fiji Rugby Football Union con cuatro clubes creados ese mismo año: Pacific Club, United Services, Cadets y Rewa. El primer presidente fue el exjugador neozelandés Paddy Sheehan, quien además había patrocinado la creación de dichos clubes.[4]
- Se renombró la unión como Fiji Rugby Union en 1963.
- Se afilió a World Rugby en 1987, año en que su selección principal fue invitada a participar de la primera copa del mundo celebrada en Nueva Zelanda.
- Junto con las uniones de Samoa y Tonga, fundó en 2002 la Pacific Islands Rugby Alliance (PIRA), una confederación de rugby que nucleó a países del Pacífico y de la que crearon una selección multinacional. La PIRA solo permaneció hasta 2009.[5][6]